# Industrias Kaiser Argentina
Industrias Kaiser Argentina (beter bekend onder zijn acroniem IKA) was een Argentijnse autofabrikant die in 1956 opgericht werd als een joint venture met Kaiser Motors uit de Verenigde Staten. Het bedrijf, met hoofdkantoor in Santa Isabel (Córdoba), produceerde diverse Kaiser Jeep- en AMC-modellen, waaronder de meest iconische auto van Argentinië, de Torino.
In 1959 ging IKA een samenwerking aan met Renault en bleef onder de nieuwe naam IKA-Renault actief tot 1975, toen Renault het bedrijf volledig overnam. Renault Argentina, de Argentijnse tak van Renault, bleef gevestigd in de voormalige IKA-fabriek in Santa Isabel.

## Geschiedenis

### Jaren 50

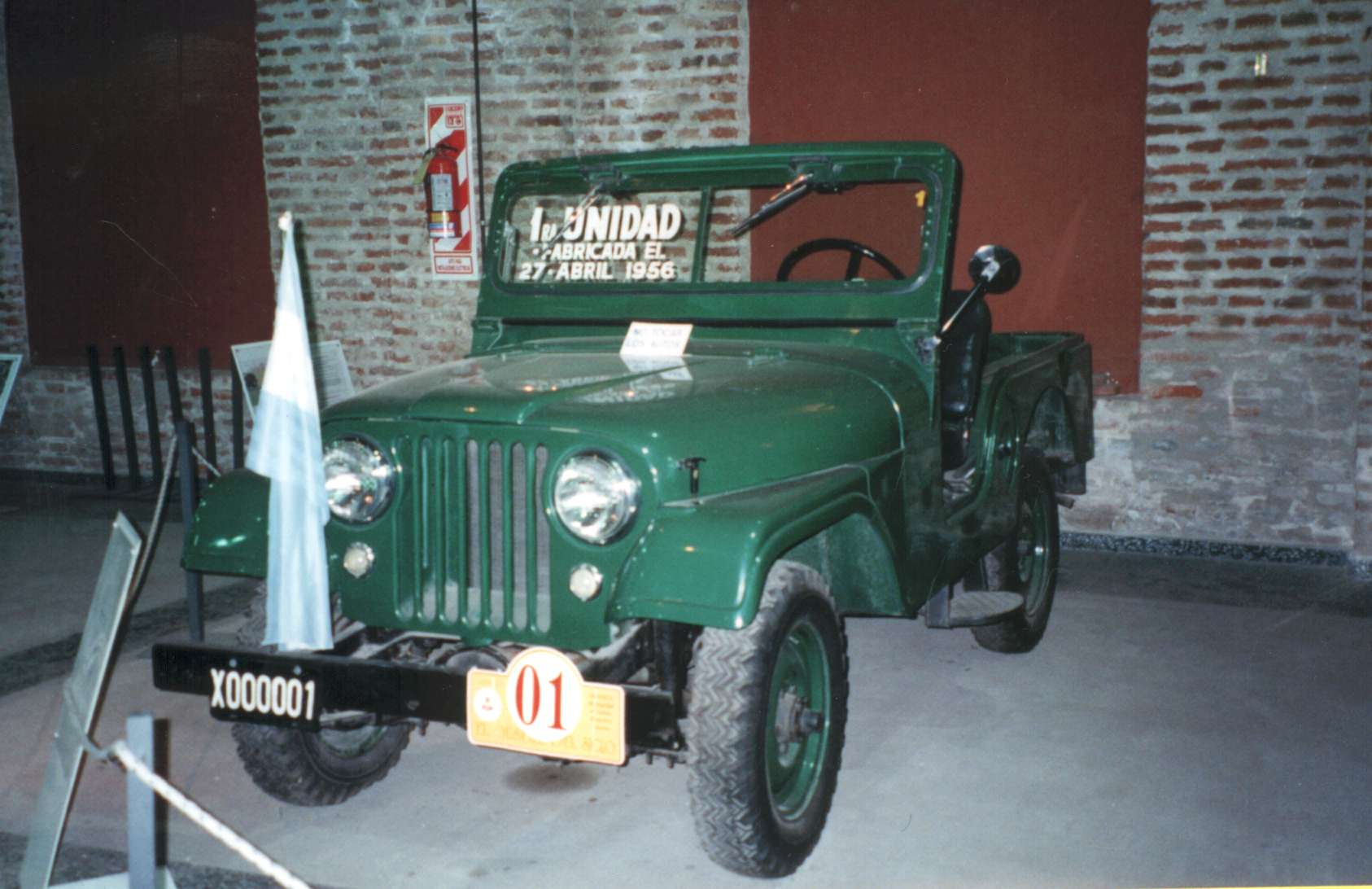
De Jeep CJ, het eerste model dat door IKA geproduceerd werd in 1956

De Argentijnse overheid stuurde in 1951 een delegatie naar de VS om autofabrikanten ertoe te bewegen auto's te gaan bouwen in Argentinië. Alleen Kaiser was geïnteresseerd, de andere autofabrikanten vonden de Argentijnse afzetmarkt te klein om de investeringen te verantwoorden. Op 19 januari 1955 tekende de regering een overeenkomst om Kaiser toe te staan in Argentinië auto's en vrachtwagens te produceren. Kaiser had in datzelfde jaar besloten de productie van personenwagens in Amerika te stoppen en zat dus met twee overtollige productielijnen: de Kaiser-productielijn werd verscheept naar Argentinië, terwijl de Willys-productielijn gebruikt werd om een nieuw bedrijf in Brazilië op te richten.

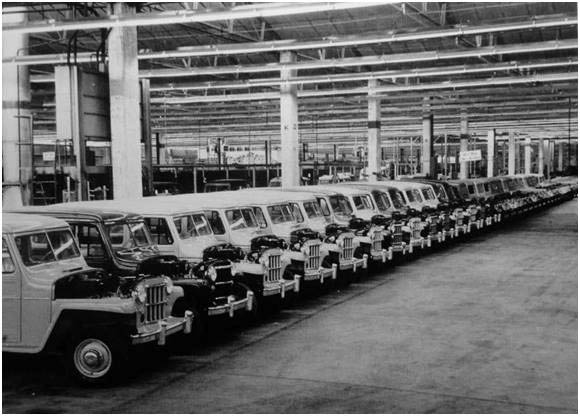
Productie van de Jeep Estanciera bij IKA (1959)

Kaiser was deels eigenaar van het nieuw opgerichte IKA. Andere partners in IKA waren onder meer Industrias Aeronauticas y Mecánicas del Estado (IAME), een staatsbedrijf dat vliegtuigen en voertuigen produceerde, en ook particuliere investeerders.
De eerste invoer uit de VS bestond uit 1021 complete auto's, productieapparatuur en reserveonderdelen. De bouw van de nieuwe fabriek in Santa Isabel in de provincie Córdoba vond plaats in maart 1955, de eerste Jeep verliet de fabriek op 27 april 1956.
De initiële productie bestond uit verschillende Jeep-modellen, waaronder een aantal CJ-versies, de Willys Jeep Truck-pick-up (omgedoopt tot Baqueano) en de Willys Jeep Station Wagon SUV (omgedoopt tot Estanciera). Deze bedrijfsvoertuigen werden al snel gevolgd door een lokale versie van de 4-deurs Kaiser Manhattan-sedan (omgedoopt tot Carabela) die gebruikmaakte van de Kaiser-productielijn die aan IKA was overgedragen. De gecombineerde Carabela-Jeep-productie van 22.612 exemplaren was 81% van alle voertuigen die in 1958 in Argentinië geproduceerd werden.
In 1959 tekende IKA een licentieovereenkomst met het Franse Renault om zijn auto's in Argentinië te produceren.

### Jaren 60

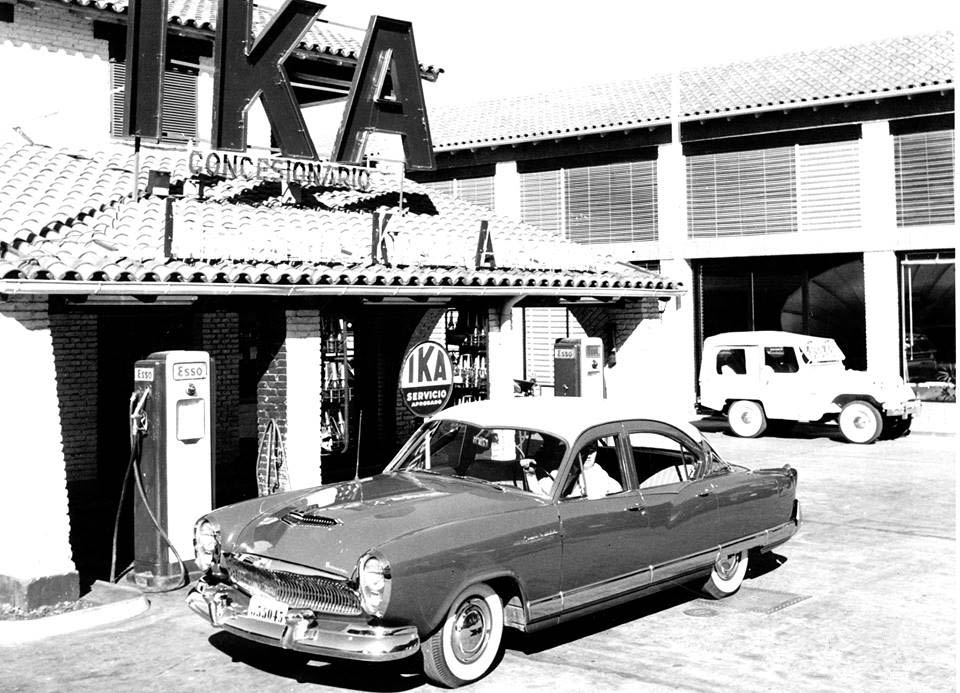
Kaiser Carabela bij een lokale autodealer in 1960

De kleine Renault Dauphine was in 1960 het eerste model dat op de markt werd gebracht na de licentieovereenkomst met Renault een jaar eerder. In 1962 werd de Carabela geschrapt. IKA assembleerde ondertussen ook andere auto's, waaronder de Alfa Romeo 1900 sedan (omgedoopt tot Bergantin). 
De productie van de Bergantin begon op 10 maart 1960. De Bergantin werd beschreven als de eerste lokaal ontwikkelde en gebouwde auto. De wagen werd aangedreven door een Willys 2480 cc viercilindermotor en maakte gebruik van de Jeep-achterwielophanging en de trommelremmen van de Estanciera. In mei 1961 kreeg de Bergantin de 115 pk sterke Continental zescilindermotor die al werd gebruikt voor de Estanciera- en Carabela-modellen, maar er rolden slechts 353 exemplaren met deze motor van de band. De productie van de Bergantin eindigde in februari 1962 met bijna 5.000 verkochte exemplaren.

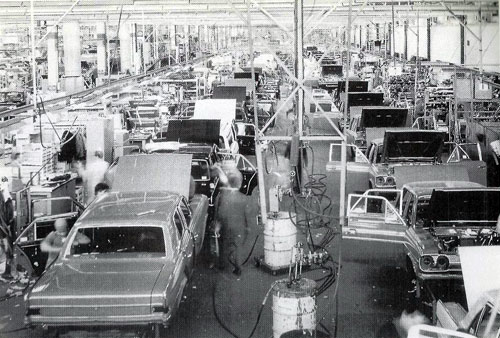
Rambler Classic productielijn in 1969

In 1962 tekende IKA nog een licentieovereenkomst, dit keer met AMC. Verschillende Rambler-modellen van AMC vervingen de oude IKA-modellen die op Kaiser en Alfa Romeo gebaseerd waren. Om te voldoen aan de lokale wetgeving werden de Ramblers aangepast om een in Argentinië gebouwde Kaiser-motor te gebruiken. De laatste in deze rij van Rambler-varianten was de krachtige Torino, die ook succes kende op internationale racecircuits.
De productie bereikte een hoogtepunt in 1965, met in totaal 55.269 geassembleerde voertuigen, waarvan ongeveer een derde Kaiser-Frazer-gebaseerde auto's en Jeeps waren, terwijl de andere twee derden AMC Ramblers en Renaults waren die onder licentie geproduceerd werden. IKA, dat ongeveer 28% van de totale Argentijnse productie vertegenwoordigde, was met zijn 8.500 werknemers de grootste onafhankelijke autofabrikant van het land.
IKA produceerde de Amerikaanse eerste en derde generatie van de Rambler Classic en de vijfde generatie van de Ambassador in vierdeurs sedan- en stationwagenversies van 1962 tot 1972. De Ambassador was groter, comfortabeler en beter uitgerust dan de Classic.
In 1967 nam Renault een meerderheidsparticipatie in het bedrijf en veranderde de naam in IKA-Renault.

### Jaren 70
In 1970 besloot Kaiser om de auto-industrie te verlaten en verkocht het de rest van zijn IKA-aandelen aan Renault, waarmee een einde kwam aan de geschiedenis van de lokale autofabrikant in Argentinië. De onderneming was vanaf toen gericht op modellen voor de massamarkt, zoals de Renault 12.
In 1975 werd IKA-Renault ontbonden en werd het nieuwe bedrijf Renault Argentina S.A. opgericht.

## Modellen
Lijst van auto's en pick-ups die in de Santa Isabel-fabriek geproduceerd werden door IKA (1956-1967) en IKA-Renault (1967-1975):
| Merk    | Naam       | Oorspronkelijke naam        | Oorsprong                   | Type          | Jaren     | Afbeelding |
| ------- | ---------- | --------------------------- | --------------------------- | ------------- | --------- | ---------- |
| IKA     | Jeep       | Willys Motors Jeep CJ       | Verenigde Staten            | terreinwagen  | 1956-1978 |            |
| IKA     | Estanciera | Willys Jeep Station Wagon   | Verenigde Staten            | SUV           | 1957-1970 |            |
| Kaiser  | Carabela   | Kaiser Manhattan            | Verenigde Staten            | personenwagen | 1958-1961 |            |
| IKA     | Bergantin  | Alfa Romeo 1900             | Italië                      | personenwagen | 1960-1962 |            |
| Renault | Dauphine   | Renault Dauphine            | Frankrijk                   | personenwagen | 1960-1970 |            |
| Rambler | Classic    | AMC Rambler Classic         | Verenigde Staten            | personenwagen | 1962-1967 |            |
| Jeep    | Gladiator  | Jeep Gladiator              | Verenigde Staten            | pick-up       | 1963-1967 |            |
| Renault | R4         | Renault 4                   | Frankrijk                   | personenwagen | 1963-1975 |            |
| Rambler | Ambassador | AMC Ambassador              | Verenigde Staten            | personenwagen | 1965-1972 |            |
| IKA     | Torino     | AMC Rambler American (1965) | Verenigde Staten Argentinië | personenwagen | 1966-1975 |            |
| Renault | R6         | Renault 6                   | Frankrijk                   | personenwagen | 1969-1975 |            |
| Renault | R12        | Renault 12                  | Frankrijk                   | personenwagen | 1970-1975 |            |

1. 1 2 3 4  De productie werd verdergezet door Renault Argentina, de opvolger van IKA